# بولايي ديا
بولايي ديا (بالفرنسية: Boulaye Dia) (مواليد 16 نوفمبر 1996) هو لاعب كرة قدم سينغالي ولد في فرنسا يلعب كمهاجم في نادي ستاد ريمس.

## روابط خارجية
- بولايي ديا على موقع الاتحاد الأوربي (الإنجليزية)
- بولايي ديا على موقع رابطة كرة القدم الفرنسية للمحترفين (الإنجليزية)
- بولايي ديا على موقع قاعدة بيانات كرة القدم.إي يو (الإنجليزية)
- بولايي ديا على موقع ليكيب (الفرنسية)
- بولايي ديا على موقع ناشيونال فوتبول تيمز (الإنجليزية)
- بولايي ديا على موقع Soccerbase.com (لاعب) (الإنجليزية)
- بولايي ديا على موقع Soccerway.com (الإنجليزية)
- بولايي ديا على موقع عالم كرة القدم.نت (الإنجليزية)
- بولايي ديا على موقع AS.com (الإسبانية)